# Jimmy Griffin
James Arthur „Jimmy“ Griffin (* 10. August 1943 in Cincinnati, Ohio; † 11. Januar 2005 in Franklin, Tennessee) war ein US-amerikanischer Sänger, Gitarrist und Songwriter. Erfolgreich war er als Mitglied der 1970er Jahre Softrock-Band Bread. Er gewann außerdem den Oscar für den besten Song 1971 als Cowriter von For All We Know aus dem Film Liebhaber und andere Fremde.

## Leben
Griffin wuchs in Memphis, Tennessee auf. Bereits als Kind lernte er Akkordeon an der Central Academy of Music. 1962 machte er seinen Abschluss an der Kingsbury High School. Seine musikalischen Vorbilder waren seine Nachbarn Dorsey und Johnny Burnette. Diesen folgte er in Richtung Kalifornien. Die Burnettes stellten auch den Kontakt zu Reprise Records her, die Jimmy Griffin als Solokünstler unter Vertrag nahmen. 1963 erschien sein Debütalbum Summer Holiday, das ausschließlich aus Coverversionen bestand. Es folgten einige Arbeiten als Songwriter, unter anderem für Rudy Vallée, Ed Ames, Lesley Gore und Bobby Vee. Außerdem versuchte er sich als Schauspieler in kleinen Rollen in den Filmen For Those Who Think Young (1964) und Der Lohn der Mutigen (1964).
1968 gründete er zusammen mit Robb Royer und David Gates die Softrock-Band Bread, mit denen er zwischen 1969 und 1973 fünf Alben aufnahm. Zusammen mit Royer und Fred Karlin schrieben er auch den Titel For All We Know aus dem Film Liebhaber und andere Fremde. Dieser wurde bei der Oscarverleihung 1971 mit einem Oscar als Bester Song ausgezeichnet. Griffin verließ die Gruppe 1973 zugunsten seiner Solokarriere und veröffentlichte 1973 das Album Breakin’ Up Is Easy. 1976 kehrte er jedoch wieder zur Gruppe zurück. Die Wiedervereinigung war jedoch nur von kurzer Dauer. Die Gruppe löste sich 1977 nach einem großen Streit und nachfolgenden Gerichtsverfahren auf. Gates hatte versucht, die Gruppe alleine weiterzuführen. Die gerichtlichen Streitigkeiten konnten erst 1984 beigelegt werden.
Es folgte 1978 das Soloalbum James Griffin. 1982 folgte eine Kollaboration mit Terry Sylvester (The Hollies) als Griffin & Sylvester. Mitte der 1980er gründete er zusammen mit Billy Swan und Randy Meisner die Countryband Black Tie.
1991 folgte die Band The Remingtons, die die beiden Alben Blue Frontier (1992) und Aim for the Heart (1993) veröffentlichte. Nach mehreren Jahren Funkstille tat er sich wieder mit Robb Royer zusammen und gemeinsam mit Tod Cerney traten sie zunächst als Toast und später als Radio Dixie als Liveband auf.
2003 gründete Griffin zusammen mit Rick Yancey und Ronnie Guilbeau die Band GYG, mit denen er eine selbstbetitelte CD aufnahm. Kurz darauf erkrankte er jedoch an Krebs. Er starb am 11. Januar 2005 in Franklin, Tennessee im Alter von 61 Jahren.

## Diskografie

### Solo
Alben
- 1963: Summer Holiday (Reprise Records)
- 1973: Breakin’ Up Is Easy (als James Griffin, Polydor)
- 1977: James Griffin (Polydor)

Kompilationen
- 2001: James Griffin Sings the Bread Hits (Weton-Wesgram)
- 2008: An Early Slice of Bread (als James Griffin, Bread)
- 2013: Just Like Yesterday: The Solo Anthology 1974-77  (als James Griffin, Hux Records)
- 2018: Jimmy Griffin – The Archive Series: Volume One (Wraysong Productions)

EPs
- 1964: Jimmy Griffin
- 1976: James Griffin
- 1983: Hanalei / Laura Lee / Blood from a Stone / Goin' Back to Tennessee

Singles
- 1963: What Kind of Girl Are You / A Little Like Lovin’ You
- 1963: Summer Holiday / Love Letters in the Sand
- 1964: All My Loving / My Baby Made Me Cry
- 1964: Running to You / Gotta Lotta Love (Ciribiribin)
- 1964: Try / You’re Nobody Till Somebody Loves You
- 1964: Nei Baci Di Un Altro (Marie Is Moving)
- 1965: These Are the Times / Walking to New Orleans
- 1965: He Will Break Your Heart
- 1967: Lookin’ So Much Better
- 1968: Thank You Love / The Light of Your Mind
- 1970: Thank You Love / The Miracle Worker
- 1973: She Knows
- 1973: Breakin’ Up Is Easy
- 1973: She Knows / Beachwood Band
- 1975: Treat Her Right

### Griffin & Sylvester
- 1982: Griffin & Sylvester (Album, Polydor)
- 1982: Please Come Into My Life (Single)
- 1982: Rozanne (Single)

### Mit Bread
- siehe Bread (Band)#Diskografie

### Mit Black Tie
- 1985: When the Night Falls (Album, Bench Records)
- 1990: Chain Gang (Single)

### Mit The Remingtons
- siehe The Remingtons#Diskografie

### Sonstiges
- 1969: David – Light of Your Mind / Please Mr. Policeman (Single, Philips)
- 2005: Holly Cieri with James Griffin: For All We Know (Single, Holly & Lilacs Music)

## Songwriting (Auswahl)
- 1964: Herb Johnson – Two Steps Ahead (Of a Woman)
- 1965: The Gentrys – Make Up Your Mind
- 1966: Freddy Cannon – Hokie Pokie Girl
- 1966: The Astronauts – Main Street
- 1966: Bobby Vee – Save a Love
- 1966: Freddy Cannon – Run for the Sun
- 1967: Bobby Vee – Get The Message
- 1967: The Surprise Package – The Other Me
- 1967: Harpers Bizarre – Jessie
- 1967: Lesley Gore – Brink of Disaster
- 1967: The Morning Glories – Love-In
- 1967: Sagittarius – Hotel Indiscreet
- 1967: Rudy Vallée – (Who Likes) Good Pop Music
- 1967: Brian Hyland – Apologize
- 1967: The Beethoven Soul – diverse
- 1968: The Roosters – Love Machine / I'm Suspectin’
- 1968: The Surprise Package – East Side, West Side
- 1968: The Roosters – Home Down Right
- 1968: Harper and Rowe – Love Machine
- 1970: The Friends of Distinction – Any Way You Want Me
- 1970: Slade – Could I
- 1970: Allan Nichols – Coming Apart
- 1970: Larry Meredith – For All We Know (für den Soundtrack zu ''Liebhaber und andere Fremde)
- 1971: The New Seekers – Look What You’ve Done
- 1971: Soulosophy – Friends and Lovers
- 1972: Jack Jones – diverse auf Bread Winners
- 1972: Laura – Comin’ Apart